# Гданьский, Яцек
Яцек Гданьский (пол. Jacek Gdański; род. 30 ноября 1970, Щецинек) — польский шахматист, гроссмейстер (1997).
Чемпион Польши (1992). В составе национальной сборной участник 3-х Олимпиад (1990—1994) и 3-х командных чемпионатов Европы (1989—1992, 2013 — за 3-ю сборную).

## Изменения рейтинга
| Графики недоступны из-за технических проблем. См. информацию на Фабрикаторе и на mediawiki.org. |